# أوكان أوزتورك
أوكان أوزتورك (بالتركية: Okan Öztürk)‏ هو لاعب كرة قدم تركي في مركز الهجوم، ولد في 30 نوفمبر 1977 في أماسية في تركيا. لعب مع آلتاي إزمير وتشايكور ريزه سبور وغنتشلربيرليغي وكارسياكا ونادي تورك تليكوم ويني ملطية سبور.

## وصلات خارجية
- أوكان أوزتورك على موقع اتحاد تركيا (لاعب) (الإنجليزية)
- أوكان أوزتورك على موقع قاعدة بيانات كرة القدم.إي يو (الإنجليزية)
- أوكان أوزتورك على موقع Soccerway.com (الإنجليزية)
- أوكان أوزتورك على موقع عالم كرة القدم.نت (الإنجليزية)